# Joel Pohjanpalo
Joel Pohjanpalo (Helsinki, 13 september 1994) is een Fins voetballer die doorgaans als aanvaller speelt. Hij verruilde HJK Helsinki in juli 2014 voor Bayer Leverkusen. Pohjanpalo debuteerde in 2012 in het Fins voetbalelftal.

## Clubcarrière
Pohjanpalo maakte op 26 oktober 2011 zijn debuut voor HJK Helsinki, tegen RoPS Rovaniemi. Hij maakte op 15 april 2012 in 162 seconden tijd een zuivere hattrick tegen IFK Mariehamn. De spits beëindigde het jaar 2012 met negentien doelpunten in 42 wedstrijden, alle competities meegerekend. In 2013 werd hij verhuurd aan Bayer Leverkusen, dat hem op haar beurt verhuure aan VfR Aalen tijdens het seizoen 2013/14. In 2014 nam Bayer Leverkusen de Finse spits definitief over. De Duitse club verhuurde hem van juli 2014 tot juli 2016 aan Fortuna Düsseldorf. Na 3,5 seizoen zonder veel speeltijd, verhuurde Leverkusen hem in januari 2020 voor een halfjaar aan Hamburger SV. Hierna werd hij nog verhuurd aan 1. FC Union Berlin en Çaykur Rizespor voordat hij in 2022 definitief vertrok en tekende bij Venezia

## Interlandcarrière
Pohjanpalo maakte op 14 november 2012 zijn debuut in het Fins voetbalelftal, in een met 3-0 gewonnen oefeninterland tegen Cyprus. Hij viel in dat duel na 70 minuten in voor Teemu Pukki. Zijn eerste interlanddoelpunt volgde op 5 maart 2014. Hij maakte toen de 1–1 in een met 1–2 gewonnen oefeninterland in en tegen Hongarije. Hij nam met de Finse ploeg deel aan het EK 2020 – hun debuut op een groot eindtoernooi. In de wedstrijd tegen Denemarken maakte hij het eerste Finse EK-doelpunt ooit.